# Wilfrid Scawen Blunt
Wilfrid Scawen Blunt (ur. 17 sierpnia 1840 w Petworth, zm. 10 września 1922) – poeta angielski, znany jako zręczny sonetysta, autor wierszy miłosnych. Głosił poglądy antyimperialistyczne, co w tamtych czasach było ewenementem. Wydał między innymi tomik The Love Sonnets of Proteus (Sonety miłosne Proteusza, 1880).